# Ploranera tacada
La ploranera tacada (Laniocera rufescens) és una espècie d'ocell de la família dels titírids (Tityridae). Es troba a Amèrica Central, des del sud de Mèxic fins al nord-oest d'Amèrica del Sud (Colòmbia i l'Equador). El seu hàbitat són els boscos tropicals i subtropicals de frondoses humits de les terres baixes, així com els cursos d'aigua. El seu estat de conservació es considera de risc mínim.